# Doris Nolan

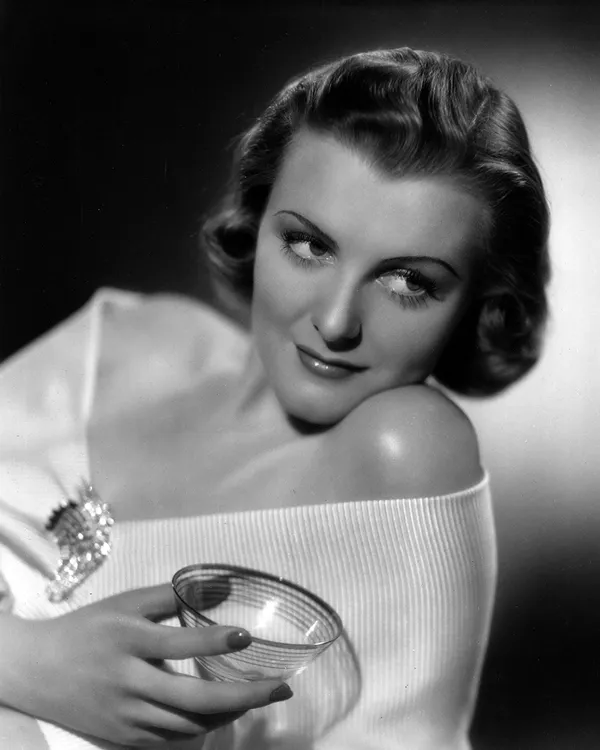
Doris Nolan (1938)

Doris Nolan (* 14. Juli 1916 in New York City; † 29. Juli 1998 in Berwick-upon-Tweed, England) war eine US-amerikanische Schauspielerin.

## Leben und Karriere
Den ersten Erfolg ihrer Karriere hatte Nolan ab November 1934 mit der Hauptrolle in dem Stück Night of January 16th von Ayn Rand am Broadway. Diese anspruchsvolle Darbietung – mit gerade 18 Jahren spielte sie eine Femme fatale, die unter Verdacht steht, ihren früheren Arbeitgeber und Liebhaber umgebracht zu haben – brachte ihr einen Filmvertrag bei Universal Pictures ein. Ihre wahrscheinlich bekannteste Filmrolle verkörperte sie 1938 als elegante, aber kühle und materialistisch eingestellte Verlobte von Cary Grant im Filmklassiker Die Schwester der Braut. Die Darstellung der Julia Seton wurde als überzeugend betrachtet, der Film war allerdings ein finanzieller Misserfolg und eine längere Karriere in Hollywood ergab sich für Nolan nicht. In den folgenden Jahren drehte sie noch einige weniger bekannte Filme, ehe sie sich wieder hauptsächlich auf Theaterarbeit konzentrierte. Am Broadway spielte sie für zwei Jahre in der erfolgreichen Kriegskomödie The Doughgirls.
Nolan war von 1943 bis zu seinem Tod 1995 mit dem kanadischen Schauspieler Alexander Knox verheiratet. Anfang der 1950er-Jahre siedelte das Ehepaar nach England über, da Knox in der McCarthy-Ära unter den Verdacht geraten war, ein Kommunist zu sein. In Großbritannien bemühte sich Nolan nie um eine große Schauspielkarriere, dennoch erhielt sie dort in einem Zeitraum von 30 Jahren immer wieder Nebenrollen in Film und Fernsehen, häufig verkörperte sie dabei ihrer Herkunft entsprechend amerikanische Figuren. Sie spielte unter anderem kleine Rollen in mehreren Filmen von Joseph Losey. Ihre letzte Rolle war die der Mrs. Stuyvesant-Oglander in der Fernseh-Literaturverfilmung Wiedersehen mit Brideshead.
Das einzige Kind des Ehepaares war der Schauspieler Andrew Knox (1947–1987), der während einer Überfahrt auf dem Ärmelkanal unter ungeklärten Umständen verschwand. Nolan blieb auch nach dem Tod von Ehemann und Sohn in England, sie starb dort im Juli 1998 im Alter von 82 Jahren.

## Filmografie
- 1935: Our Little Girl (Filmauftritt nicht ganz sicher belegt)
- 1936: The Man I Marry
- 1937: Top of the Town
- 1937: As Good as Married
- 1938: Die Schwester der Braut (Holiday)
- 1939: One Hour to Live
- 1940: Irene
- 1940: Moon Over Burma
- 1943: Follies Girl
- 1951: BBC Sunday-Night Theatre (Fernsehserie, 1 Folge)
- 1955: Colonel March of Scotland Yard (Fernsehserie, 2 Folgen)
- 1956: Die Abenteuer von Robin Hood (The Adventures of Robin Hood; Fernsehserie, 1 Folge)
- 1956: The Adventures of Aggie (Fernsehserie, 1 Folge)
- 1958–1959: ITV Play of the Week (Fernsehserie, 3 Folgen)
- 1959: Armchair Theatre (Fernsehserie, 1 Folge)
- 1959: Gefährliche Geschäfte (The Third Man; Fernsehserie, 1 Folge)
- 1962: Simon Templar (Fernsehserie, 1 Folge)
- 1962: BBC Sunday-Night Play (Fernsehserie, 1 Folge)
- 1963: Der Diener (The Servant)
- 1964: Emergency-Ward 10 (Fernsehserie, 5 Folgen)
- 1966: BBC Play of the Month (Fernsehserie, 1 Folge)
- 1966: Bindle (One of Them Days)
- 1968: Boy Meets Girl (Fernsehserie, 1 Folge)
- 1969: Spezialauftrag (Strange Report; Fernsehserie, 1 Folge)
- 1974: 18 Stunden bis zur Ewigkeit (Juggernaut)
- 1975: Die romantische Engländerin (The Romantic Englishwoman)
- 1981: Wiedersehen mit Brideshead (Brideshead Revisited; Fernseh-Miniserie, 1 Folge)